# Severn
Der River Severn [ˈsɛvən] (walisisch Afon Hafren, in der Antike Sabrina bzw. Sabriana) ist mit einer Länge von 354 km der längste Fluss Großbritanniens. 

## Flusslauf
Der Severn entspringt bei Llanidloes in Zentral-Wales in den Cambrian Mountains auf einer Höhe von 610 m und fließt durch die englischen Grafschaften Shropshire, Worcestershire und Gloucestershire. An der Mündung wird der Severn zum Bristolkanal an der Keltischen See, der Wales und England trennt.
Unter der Mündung des Severn hindurch führt der Severn-Tunnel der Great Western Railway. Die beiden Autobahnbrücken über die Mündung (eröffnet 1966 und 1996) verbinden Wales mit den südlichen Grafschaften Englands.
Ein knapp zehn Kilometer langer Flussabschnitt in Shropshire, die Ironbridge Gorge (Eisenbrückenschlucht), wurde 1986 zum Welterbe der UNESCO erklärt. Diese Gegend war das Zentrum der frühen Industrialisierung in England. Der Name Ironbridge stammt von der 1779 erbauten Eisenbrücke, die erste ihrer Art weltweit. Der Severn ist an mehreren Stellen mit dem mittelenglischen Kanalsystem, den Narrowboat-Kanälen, verbunden.
Eine Besonderheit im Mündungsbereich, dem Severn-Ästuar, ist der starke Tidenhub (Ebbe und Flut). Der Unterschied beträgt etwa 15 m; dies ist der zweithöchste Gezeitenunterschied auf der Welt. Zu bestimmten Zeiten wird das steigende Wasser den Fluss hinauf gestoßen; die daraus entstehenden Gezeitenwellen (Severn Bore genannt) sind bei Surfern sehr beliebt. In der Mündung des Severn wurde das größte Gezeitenkraftwerk der Erde geplant. Allerdings verfolgte die britische Regierung das Projekt nach einer Machbarkeitsstudie nicht weiter.
Am Severn liegt ein Hauptverbreitungsgebiet der Megalithanlagen des Cotswold-Severn-Tomb-Typs.
Pro Jahr trägt der Severn mit schätzungsweise einer Tonne Mikroplastik zum Plastikmüll in den Ozeanen bei.